# شورش در بونتی (فیلم ۱۹۶۲)
شورش در کشتی بونتی (به انگلیسی: Mutiny On The Bounty) فیلمی رنگی محصول سال ۱۹۶۲ به کارگردانی لوئیس مایلستون است.

## داستان فیلم
دسامبر سال ۱۷۸۷. کشتی بونتی از انگلستان به مقصد تاهیتی به حرکت در می‌آید تا هزاران اصله درخت نان را از آن جزیره به جامائیکا ببرد. فرمانده کشتی، ناخدا بلای (هاوارد)، دریانوردی کارآزموده اما مستبد است که به‌زودی غیض خدمه را برمی‌انگیزد. «فلچر کریستیان» (براندو) افسر اول کشتی، نیز دریانوردی ماهر است که به‌دلیل تشخصی که دارد چندان مورد علاقه ناخدا نیست. به‌دلیل کوشش فاجعه‌آمیز «بلای» که تصمیم می‌گیرد تا طی نیمه زمستان کیپ‌هورن را دور بزنند، کشتی زمانی به تاهیتی می‌رسد که درخت‌های نان در حالت غیرفعال قرار دارند. حالا ناخدا خشم می‌گیرد، اما خدمه از اینکه ناچار هستند چهار ماه را در آن جزیره بهشتی بگذرانند، شادمانی می‌کنند. سرانجام بونتی بار دیگر روانه دریا می‌شود. این‌بار دردسرها جدی می‌شود و «کریستیان» با رهبری یک شورش، کنترل کشتی را د اختیار می‌گیرد…

## جوایز
این فیلم کاندیدای ۷ اسکار (کاندیدای اسکار بهترین موسیقی-کاندیدای اسکار بهترین موسیقی-کاندیدای اسکار بهترین جلوه‌های ویژه-کاندیدای اسکار بهترین تدوین-کاندیدای اسکار بهترین طراحی هنری-کاندیدای اسکار بهترین فیلمبرداری-کاندیدای اسکار بهترین فیلم) در سال ۱۹۶۳ شد.

## نکات مهم
این نظریه قدیمی هالیوودی: «فیلمی که یک‌بار موفق شد بازهم موفق خواهد شد» در مورد بازسازی اثر کلاسیک فرانک لوید (۱۹۳۵، با همکاری چارلز لاتن و کلارک گیبل) صدق نکرد. در حالی که نسخه شش میلیون دلاری مایلستون از بسیاری جنبه‌ها (امکانات تولید، داستان، بازیگری و تدوین) چیزی از اثر اصلی کم نداشت. ظاهراً مشکل اصلی فیلم براندو بود که خود، کارش را بدترین تجربه هنری عمرش خواند (استاد بازیگری طی فیلم‌برداری اجازه رهبری به مایلستون کهنه کار نداد، بیش از بیست کیلو به وزنش افزود و با موویتا کاستنادا اغلب سرگرم بود!). البته هوارد نیز به نقش «بلای» سلامتی بخشیده بود که اصلاً با ناخدای واقعی (یعنی آن‌چنان‌که لاتن بازی کرده بود: روان‌پریش، غیرانسانی و حتی شیطانی) سنخیتی نداشت. ابتدا قرار بود. کارول رید پشت دوربین باشد که به لطف تصمیم رزنبرگ (و حتماً بقیه مقامات بالای مترو گلدوین مایر) از ثبت یک شکست بزرگ در کارنامه‌اش نجات پیدا کرد.